# Eugène Feautrier
Eugène Feautrier, né à Hazebrouck le 10 avril 1849 et mort à Paris 12e le 7 février 1898, est un musicien français.

## Biographie
Marie Théodore Eugène Feautrier est le fils d'Amédée Henri Feautrier, capitaine des douanes, et de Clémence Deboëre.
Pendant la Guerre franco-allemande de 1870, il est fait prisonnier et emmené en Allemagne. Il occupe les loisirs de sa captivité à composer ses premières œuvres musicales.
En 1886, il accède au rang de Chef de musique au 82e régiment d'infanterie. Compositeur et orchestrateur de musiques militaires, il est également compositeur de plusieurs concertos, opéras et chansons (notamment avec Théodore Botrel).
Veuf de Marie Louise Jougand en 1890, il épouse en secondes noces Anthelme Jougand.
Il meurt à son domicile parisien du Boulevard Diderot à l'âge de 48 ans.

## Discographie
- La Paimpolaise (1895)

## Distinction
Eugène Feautrier est nommé chevalier de l'ordre national de la Légion d'honneur par décret en 1896.